# Albert Jansz. van Dam
Albert Jansz. van Dam was een zeventiende-eeuwse Nederlandse landmeter.
Van Dam was vader van Jan Albertsz van Dam en een leerling van Dirck Rembrantsz van Nierop. Hij verzamelde brieven van Dirck Rembrantsz van Nierop. Tevens legde hij als landmeter het gebied rond Hoorn in tal van landkaarten vast. Van Dam bracht onder meer landerijen van het weeshuis in Hoorn in kaart, zoals een perceel in Hoorn, een stuk land aan de Koepoortsweg, Berkhout, een stuk land buiten de Oosterpoort, Nibbixwoud, Wogmeer Obdam, en Schellinkhout.